# Scorzonera
Scorzonera là một chi thực vật có hoa trong họ Cúc (Asteraceae).

## Loài
Chi Scorzonera gồm các loài: